# Ghiacciaio Goodell
Il ghiacciaio Goodell è un ghiacciaio lungo circa 9 km situato sulla costa di Bryan, nella Terra di Ellsworth, in Antartide. Il ghiacciaio, il cui punto più alto si trova a circa 50 m s.l.m., fluisce sia verso nord che verso est a partire dall'estremità settentrionale della penisola Fletcher fino ad entrare nel flusso glaciale Williams.

## Storia
Il ghiacciaio Goodell è stato così battezzato dal Comitato consultivo dei nomi antartici in onore di Janice G. Goodell, dello United States Geological Survey (USGS), che è stato membro della squadra dell'USGS dedicata allo studio dei ghiacciai a partire dai primi anni 1990.